# رسوایی نوریکوم
رسوایی نوریکوم یا ماجرای نوریکوم، رسوایی صادرات اسلحه اتریشی با محوریت صادرات غیرقانونی اسلحه به ایران بود که توسط شرکت نوریکوم وابسته به شرکت وست‌آلپاین(VOEST) در طول دهه ۱۹۸۰ انجام شد. 